# Доулетабад (Исфахан)
Доулетаба́д или Довлетаба́д (перс. دولت‌آباد‎) — город в центральном Иране, в провинции Исфахан. Входит в состав шахрестана Борхар-э-Мейме.

## География
Город находится в юго-западной части Исфахана, в гористой местности восточных склонов Загроса, на высоте 1565 метров над уровнем моря.
Доулетабад расположен на расстоянии приблизительно 8 километров к северу от Исфахана, административного центра провинции и на расстоянии 313 километра к югу от Тегерана, столицы страны. Ближайший аэропорт расположен в городе Исфахан.

## Население
По данным переписи, на 2006 год население составляло 33 941 человек.
| 1986   | 1991   | 1996   | 2006   | 2012   |
| ------ | ------ | ------ | ------ | ------ |
| 16 702 | 25 280 | 26 845 | 33 941 | 38 522 |